# L'Homme Mort British Cemetery
L’Homme Mort British Cemetery is een Britse militaire begraafplaats met gesneuvelden uit de Eerste Wereldoorlog, gelegen in de Franse gemeente Écoust-Saint-Mein (departement Pas-de-Calais). 
De begraafplaats werd ontworpen door William Cowlishaw. Ze ligt in het uiterste westen van het grondgebied van de gemeente, tussen de bedding van de spoorlijn van de TGV Thalys Parijs-Rijsel en de autosnelweg A1 op 3 km van het dorpscentrum (Eglise Saint-Mein).
De begraafplaats heeft een trapeziumvormig grondplan met een oppervlakte van 980 m² en wordt omsloten door een ruwe natuurstenen muur. Het Cross of Sacrifice staat centraal tegen de oostelijke muur en aan de noordelijke muur staat een schuilgebouw met een rustbank. Aan de voorzijde van de begraafplaats vormt een naar binnen gebogen gedeelte van de muur de toegang die bestaat uit een metalen hek tussen stenen bloembakken. 
De begraafplaats wordt onderhouden door de Commonwealth War Graves Commission en telt 166 graven.

## Geschiedenis
In maart en augustus 1918 werd in het gehucht L'Homme Mort hevig gevochten. Perk I, rij A, van de begraafplaats werd aangelegd in augustus 1918. De rest van dit perk en perk II werden na de wapenstilstand aangelegd toen 152 graven vanuit het naburig slagveld werden overgebracht.
Onder de geïdentificeerde slachtoffers zijn er 27 Britten, 36 Nieuw-Zeelanders en 1 Canadees. Voor 1 Britse soldaat (J. Tierney) werd een Special Memorial opgericht omdat zijn graf niet meer gelokaliseerd kon worden.
Naast de begraafplaats staat een gedenksteen voor kapitein Pulteney Malcolm en zijn manschappen die omkwamen tijdens het gevecht. De stoffelijke resten van deze officier werden niet meer teruggevonden en op zijn grafzerk staat de vermelding dat hij in de omgeving sneuvelde. 

### Onderscheiden militairen
- compagnie sergeant-majoor James Edward Lewis Hinton (Oxford and Bucks Light Infantry), de sergeanten Walter Anderson MacMillan en William Sullivan (Otago Regiment, N.Z.E.F.) en sergeant A. Wilson (Grenadier Guards) werden onderscheiden met de Military Medal (MM).